# Priego de Córdoba (Gerichtsbezirk)
Der Gerichtsbezirk Priego de Córdoba ist einer der zwölf Gerichtsbezirke in der spanischen Provinz Córdoba.
Der Bezirk umfasst 4 Gemeinden auf einer Fläche von 447,20 km² mit dem Hauptquartier in Priego de Córdoba.

## Gemeinden
| Gemeinde                         | Einwohner (2024) | Fläche km² | Dichte Einw./km² | Cod INE | Postleitzahl |
| -------------------------------- | ---------------- | ---------- | ---------------- | ------- | ------------ |
| Almedinilla                      | 2.323            | 55,52      | 42               | 14004   | 14812        |
| Carcabuey                        | 2.299            | 79,74      | 29               | 14015   | 14810        |
| Fuente-Tójar                     | 681              | 23,66      | 29               | 14031   | 14815        |
| Priego de Córdoba                | 21.826           | 288,28     | 76               | 14055   | 14800        |
| Gerichtsbezirk Priego de Córdoba | 27.129           | 447,20     | 61               | –       | –            |